# Bojan Vučković
Bojan Vučković (Servisch: Бојан Вучковић) (Belgrado, 12 september 1980) is een schaker uit Servië. In 1999 werd hem door de FIDE de titel Internationaal Meester toegekend. Vroeger speelde hij voor Joegoslavië.
Van 2 t/m 15 april 2005 speelde hij mee in het toernooi om het kampioenschap van Servië-Montenegro en eindigde daar met 6½ punt uit 13 ronden op de achtste plaats. In januari 2010 werd hij de winnaar van de 1e Balkan Chess Grand Prix, gehouden in Pleven, Bulgarije.